# Veronica andrasovszkyi
Veronica andrasovszkyi là một loài thực vật có hoa trong họ Mã đề. Loài này được Jáv. miêu tả khoa học đầu tiên.